# Žandov (Chlumec)
Žandov (německy Schanda) je část města Chlumec v okrese Ústí nad Labem. Nachází se na severu Chlumce. Prochází zde silnice I/13. Žandov leží v katastrálním území Žandov u Chlumce o rozloze 3,66 km².

## Historie
První písemná zmínka o vesnici pochází z roku 1384., kdy je zmiňována jako "Santom u Střekova". Od roku 1487 byla součástí krupského panství. V roce 1580 jí spolu s dalšími usedlostmi koupil chlumecký pán Otto Kölbel z Geisingu a tím jí připojil ke svému panství. Během bitvy u vesnicí byla ves 29. srpna 1813 (až na dům čp. 13) zničena a vypálena. V poslední den bitvy byl na tzv. Asmannově louce nad obcí zajat velitel francouzského armádního sboru generál Dominique Joseph Vandamme. Ke stému výročí události, zde byl 30. srpna 1913 vztyčen památník.
V polovině 19. století byly ve vsi vybudovány dvě kaple. Starší, při průjezdní komunikaci na Ždírnické údolí a mladší, svatého. Jáchyma, která stávala nad hřbitovem, při polní cestě do Chlumce. Tato však byla zbořena kolem roku 1950 při sjednocování polí.
Poslední pohromu zažila obec roku 1894, kdy padla za oběť více než polovina domů velkému požáru. Ves je od roku 1980 součástí Chlumce.

## Obyvatelstvo
Při sčítání lidu v roce 1921 ve vsi žilo 275 obyvatel (z toho 139 mužů), z nichž bylo osm Čechoslováků, 264 Němců a tři cizinci. Kromě sedmi evangelíků se hlásili k římskokatolické církvi. Podle sčítání lidu z roku 1930 měla vesnice 307 obyvatel: deset Čechoslováků, 295 Němců a dva příslušníky jiné národnosti. S výjimkou jedenácti evangelíků, jednoho člena nezjišťovaných církví a šesti lidí bez vyznání byli římskými katolíky.
|           | 1869 | 1880 | 1890 | 1900 | 1910 | 1921 | 1930 | 1950 | 1961 | 1970 | 1980 | 1991 | 2001 | 2011 |
| --------- | ---- | ---- | ---- | ---- | ---- | ---- | ---- | ---- | ---- | ---- | ---- | ---- | ---- | ---- |
| Obyvatelé | 236  | 218  | 266  | 296  | 280  | 275  | 307  | 206  | 190  | 209  | 196  | 214  | 234  | 269  |
| Domy      | 37   | 39   | 41   | 46   | 46   | 48   | 52   | 63   | 49   | 49   | 50   | 67   | 72   | 88   |

## Pamětihodnosti
- Francouzský pomník bitvy 1813
- Kaple